# Libythea ceramensis
Libythea ceramensis är en fjärilsart som beskrevs av Wallace 1869. Libythea ceramensis ingår i släktet Libythea och familjen praktfjärilar. Inga underarter finns listade i Catalogue of Life.